# Nodibeyrichia
Nodibeyrichia is een geslacht van uitgestorven kreeftachtigen uit de klasse van de Ostracoda (mosselkreeftjes).

## Soorten
- Nodibeyrichia baueri (Reuter, 1885) Kesling & Rogers, 1957 †
- Nodibeyrichia bifida Sarv, 1968 †
- Nodibeyrichia borussica (Kiesow, 1892) Mansch, 1985 †
- Nodibeyrichia buchianotuberculata (Reuter, 1885) Kesling & Rogers, 1957 †
- Nodibeyrichia gedanensis (Kiesow, 1884) Kesling & Rogers, 1957 †
- Nodibeyrichia gotlandica (Kiesow, 1888) Gailite, 1967 †
- Nodibeyrichia jurassica (Gailite, 1965) Sarv, 1968 †
- Nodibeyrichia noetlingi (Reuter, 1885) Kesling & Rogers, 1957 †
- Nodibeyrichia protuberans (Boll, 1862) Hansch, 1985 †
- Nodibeyrichia pustulosa (Hall, 1860) Kesling & Rogers, 1957 †
- Nodibeyrichia saldusensis (Gailite, 1967) Sarv, 1968 †
- Nodibeyrichia torosa Abushik, 1971 †
- Nodibeyrichia tuberculata (Kloeden, 1834) Kesling & Rogers, 1957 †
- Nodibeyrichia tuberculatobuchiana (Reuter, 1885) Kesling & Rogers, 1957 †
- Nodibeyrichia tuberculatokochiana (Reuter, 1885) Kesling & Rogers, 1957 †
- Nodibeyrichia verrucosa Shaw, 1969 †